# Jet van der Steen
Jet van der Steen (Delft, 2 april 2002) is een Nederlandse singer-songwriter. Ze heeft twee ep's uitgebracht; Door mijn ogen in 2022 en Alles komt, alles gaat in 2024.

## Biografie
Van der Steen liet voor het eerst van zichzelf horen toen zij in 2018 meedeed aan televisieprogramma The voice of Holland, waar ze tot de tweede ronde kwam. In die tijd begon ze ook met het maken van video's op YouTube. Hier plaatste ze eerst covers, maar in 2020 postte ze een zelfgeschreven lied gericht aan alle examenkandidaten, die hun examenjaar in het water zagen vallen door de coronacrisis. Eerste officiële single was Uitzichtloos in 2021, uitgebracht bij muzieklabel Excited About Music van Blanks. In het najaar van 2021 stond ze in het voorprogramma bij een optreden van haar labeleigenaar in poppodium Doornroosje.
Ze bracht in 2022 de singles Laat het zien en Onbekend uit, voordat ze kwam met haar debuut-ep Door mijn ogen. Deze ep bracht ze voor het eerst live ten gehore bij een optreden in poppodium Paard. Hierna werd ze geselecteerd voor de Popronde van dat jaar. In eind 2022 won ze de Popdelft Music Award in de categorie Rising Star.
In de eerste helft van 2023 stond ze in het voorprogramma bij een clubtour van opnieuw Blanks. Aan het eind van 2023 bracht ze de single Dans op het mes uit en deed ze samen met Lola Cedès een tour langs drie verschillende Nederlandse clubs: TivoliVredenburg, Luxor Live en de Melkweg. Deze clubtour werd in 2024 herhaald, nu spelend in onder andere Hedon, Simplon en Roodkapje. Ze bracht tevens verschillende singles uit: Adem in, adem uit, Lucifer en Twee april. De titel van die laatste single verwijst naar haar verjaardag en gaat over het missen van haar moeder, die ze op zevenjarige leeftijd verloor aan ALS. In november 2024 volgde nog de single Verlaten terrein, voordat in het einde van die maand de tweede ep Alles komt, alles gaat werd uitgebracht. Een maand later bracht Van der Steen de single Ik bouw een huis uit, die te horen was in een merkcampagne van KWF Kankerbestrijding waarom zij zich inzet tegen kanker.

## Discografie (albums en ep's)
- Door mijn ogen (ep, 2022)
- Alles komt, alles gaat (ep, 2024)